# Aedui
De Aedui (of Haedui), ook Haeduers (of Aeduers) genoemd, waren een Keltische stam uit Gallia Lugdunensis, die zich in de eerste eeuw v.Chr. in het huidige Bourgondië (Frankrijk) ophielden. Ze bewoonden het gebied tussen de Arar (Saône) en de Liger (Loire). Hun hoofdstad was Bibracte.

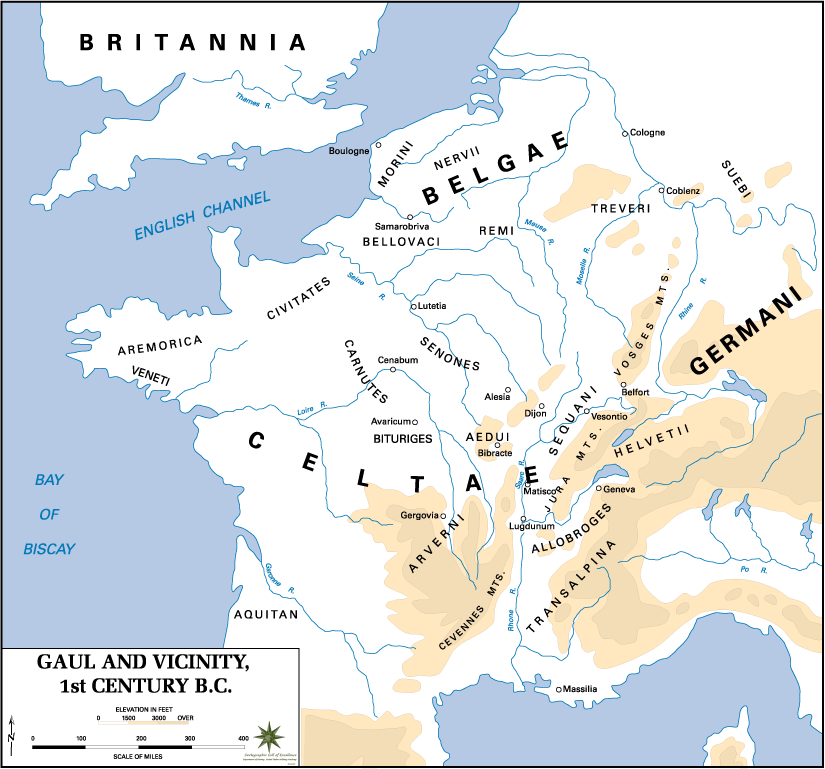
Gallië in de eerste eeuw met de positie van de stam der Aedui

Titus Livius schrijft in zijn Ab Urbe Condita (boek 5.34) dat de Aedui deel uitmaakten van de expeditie van de legendarische Gallische koning Bellovesus uit de stam der Bituriges in Italië in de zesde eeuw v. Chr.
Ze waren later altijd loyaal aan Rome gebleven, maar schaarden zich in het voorlaatste jaar van de Gallische Oorlog toch aan de kant van Vercingetorix in diens strijd tegen Julius Caesar. Dit gebeurde - ondanks eerdere toezegging van steun aan de Romeinen - door een keuze van de leider van de Aedui, Litaviccus, voor solidariteit met het algemene Gallische verzet.
In zijn strijd tegen Rome versloeg Ariovistus de Aedui in 58 voor Chr. 
Gallia Cisalpina:
Anares · Beluni · Boii · Carni · Caturiges · Cenomani · Ceutrones · Insubres · Lepontii · Libici · Lingones · Nerusi · Salassi · Segusani · Suetri · Taurini · Vedianti

Gallia Transalpina:
Aedui · Albici · Allobroges · Ambarri · Ambiani · Andecavi · Arecomici · Atrebati · Aulerci Cenomani · Aulerci Diablintes · Aulerci Eburovices · Arverni · Baiocasses · Bellovaci · Bituriges Cubi · Bituriges Vivisci · Cadurci · Caleti · Carnutes · Catalauni · Caturiges · Cavares · Cenomani · Centrones · Cetrones · Commoni · Condrusi · Coriosolitae · Durocasses · Eciates · Eleuteti · Gabali · Garocelli · Geidumni · Grudii · Helvetii · Helvii · Lemovices · Leuci · Levaci · Lexovii · Lingones · Mandubii · Mediomatrici · Medulli · Menapii · Morini · Namnetes · Nantuates · Nerviërs · Nitiobriges · Osismii · Parisii · Petrocorii · Pictones · Pleumoxii · Redones · Remi · Ruteni · Salluviërs · Santones · Segni · Segovellauni · Segusiavi · Senones · Sequani · Silvanectes · Sordones · Suessiones · Tectosages · Tigurini ·  Tougener · Treveri · Tricasses · Tricastini · Turones ·  Veliocasses · Vellavi · Venelli · Veneti · Viducasses · Viromandui · Vocontii · Volcae Arecomici · Volcae Tectosages · Vivisci